# 桐山マキ
桐山 マキ（きりやま まき、1981年2月6日 - ）は、日本のファッションモデル、女優。旧芸名は小野晴子、桐山玲奈（きりやまれいな）。
IPSILON所属。大阪府箕面市出身。

## 略歴
2005年 - プリンセスPINKY 準グランプリ受賞後、2008年まで雑誌PINKYにて専属モデルとして活躍。
2011年5月、桐山玲奈に改名した。
2013年3月26日、俳優の吉沢悠と結婚。同時にドレスコードに移籍し、桐山マキに改名した。

## 人物
- 姉がいる。趣味がヨガ、キックボクシング、ゴルフと多彩であり、歯科衛生士とアイラッシュリストの資格を持っている。また、犬を飼っている他[3]、特技はピアノである。

## 出演

### CM
- 2016/6～	DHCスーパーコラーゲン
- 2015/3～	佐川急便株式会社
- 2017/9～	Admiral2017LS
- 2015/3～2016/2　株式会社ジェーシービーJCBギフトカード
- 2015/2～2015/7　株式会社ユー・エス・ジェイユニバーサルスタジオジャパンスコープ篇
- 2012/6～2015/5　興和株式会社デュアタイムコーワ
- 2014/3～2014/12 日産自動車株式会社デイズルークス
- 2013/9～2013/11 株式会社すかいらーくガスト「秋の牡蠣フェア」

### テレビドラマ
- 特命係長 只野仁（テレビ朝日系）
- 笑える恋はしたくない（TBS系）
- 山おんな壁おんな（2007年8月30日、フジテレビ系） - 新任販売員・牧原正子役
- 火曜ゴールデンドラマ 美熱〜美肌の誘惑 現代エステ大奥物語（2006年、日本テレビ） - モデル役
- 八日目の蝉 第4話（2010年4月、NHK総合） - 看護師役
- デカ007（2010年4月、日本テレビ）
- 新・警視庁捜査一課9係 第5シリーズ 第6話（2010年8月4日、テレビ朝日系） - OL・佐々木明美役

### ラジオ
- 高田純次・河合美智子の東京パラダイス（2010年3月20日、文化放送）ゲスト

### 舞台
- 悲しき天使 - (2009年10月、2010年2月)、主演
- ボクノカラダ - (2009年12月、よしもと神保町花月)
- 心は孤独なアトム - (2010年1月)
- 母の桜が散った夜- (2010年4月)
- ぼくんち- (2010年9月)、主演
- 女の子ものがたり - (2011年4月)
- 閨房のアライグマ - (2012年11月)
- STRAYDOG  第32回岸田戯曲賞受賞作品 ゴジラ - (2012年12月、)

### 映画
- 特命係長 只野仁 最後の劇場版 (2008年12月6日)
- ヒカリサス海、ボクノ船(2008年9月6日)
- 阪急電車 片道15分の奇跡(2011年4月29日)
- 忍道(2012年2月)

### 雑誌
- 集英社「PINKY」2005～2008年専属モデル（2005年プリンセスPINKY準グランプリ）
- 2011/11～美しいキモノ
- 2014/1/12 発売  BAILA2014年2月号
- Body+、VERY、LEE、RyuRyu、bea’s UP、ネイルアップ、ゼクシィ